# فیلیپ دورپس
فیلیپ دورپس (انگلیسی: Philippe Durpes؛ زادهٔ ۶ مارس ۱۹۷۴) بازیکن فوتبال اهل فرانسه است.
از باشگاه‌هایی که در آن بازی کرده‌است می‌توان به باشگاه ورزشی آمیان، باشگاه فوتبال لانس، و باشگاه فوتبال سرکل بروژ اشاره کرد.
وی همچنین در تیم ملی فوتبال جزیره گوادلوپ بازی کرده‌است.